# Moving Head

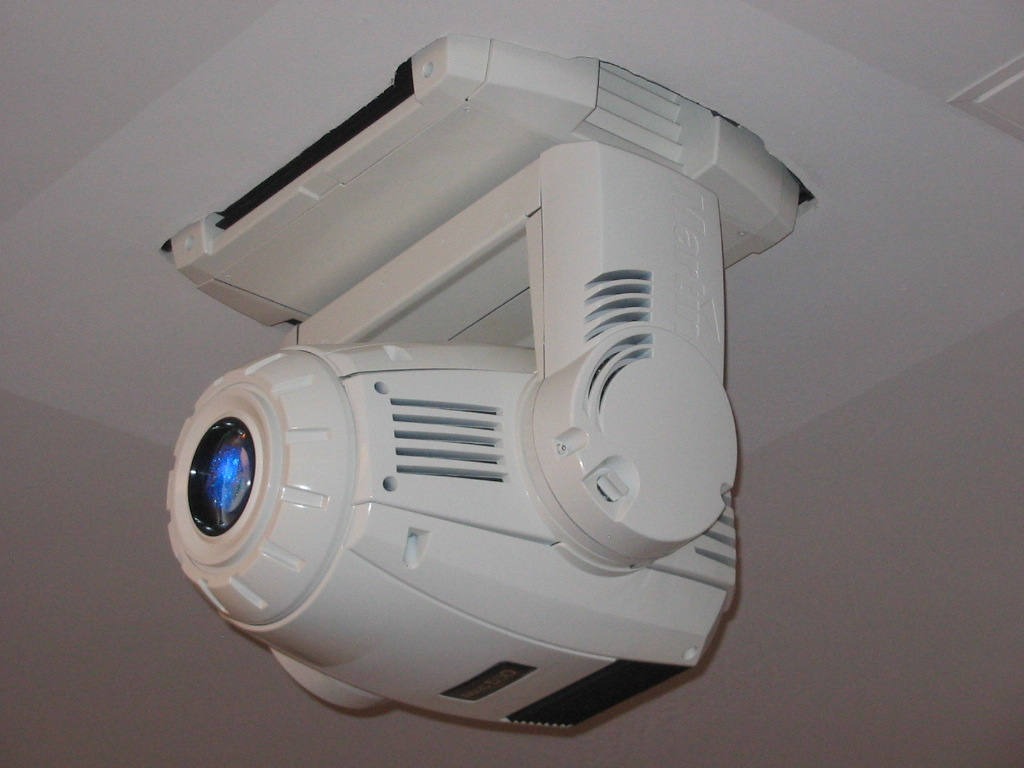
An einer Raumdecke montierter kopfbewegter Scheinwerfer

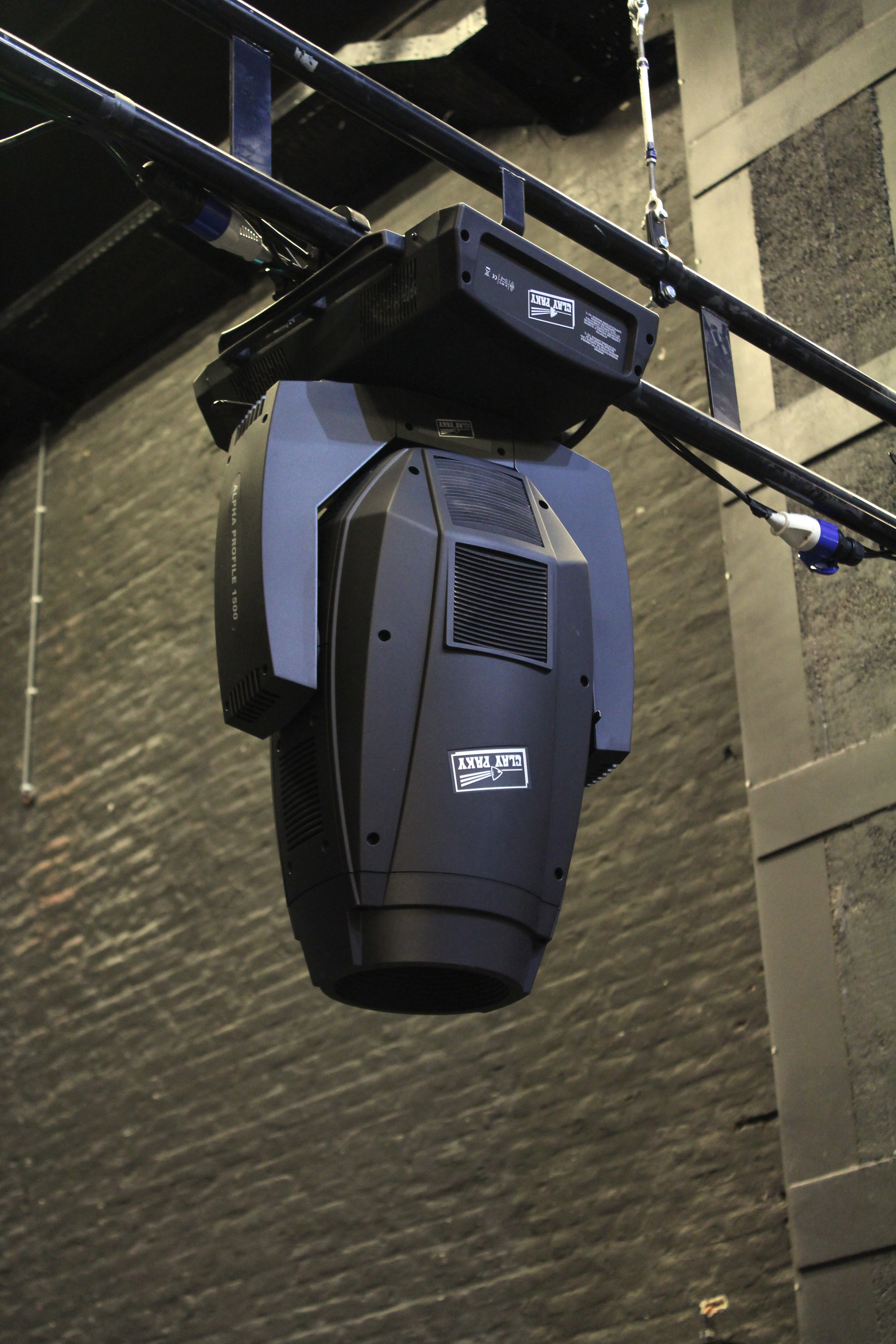
Ein Scheinwerfer des Typs „Clay Paky Alpha Profile 1500“

Als Moving Head („sich bewegender Kopf“), manchmal auch kopfbewegter Scheinwerfer genannt, bezeichnet man einen frei beweglichen Multifunktionsscheinwerfer aus der Theater- und Veranstaltungstechnik (Veranstaltungsbeleuchtung). Moving Heads lassen sich in der Regel um zwei Achsen schwenken und sind mit einem Farbwechselsystem und je nach Typ mit Gobos ausgestattet. Ebenso lässt sich der Lichtaustritt in der Helligkeit regulieren.
Kopfbewegte Scheinwerfer sind verwandt mit Scannern, funktionieren jedoch etwas anders. Bei kopfbewegten Scheinwerfern bewegt sich der „Kopf“ des Scheinwerfers mit dem Leuchtmittel selbst. Bei Scannern ist das Leuchtmittel fix und der Lichtstrahl wird mithilfe eines beweglichen Spiegels oder einer Spiegelwalze abgelenkt. Aus diesem baulichen Unterschied geht die begriffliche Unterscheidung der beiden Scheinwerferarten hervor.
Moving Heads werden für Konzerte, TV-Produktionen, Theater, Modenschauen und natürlich Diskotheken genutzt. Die Erfindung des Moving Heads wird der Firma Vari*Lite zugesprochen, die sie 1981 bei der Genesis Abacab-Welttournee erstmals einsetzte.

## Anschluss und Steuerung
Die Stromversorgung von Moving Heads erfolgt oft über einen PowerCon- oder Kaltgeräteanschluss. Um sie anzusteuern, besitzen Moving Heads in der Regel 5-polige oder, entgegen der Norm, 3-polige XLR-Ein- und Ausgänge, um ein DMX-Signal zu empfangen und zum nächsten Gerät (gleich welcher Bauart) durchzuschleifen. Professionelle Geräte verfügen oft zusätzlich über eine Ethernet-Buchse, die eine Übertragung der DMX-Daten mittels ArtNET ermöglicht. Einige moderne Geräte verfügen sogar über einen Funkempfänger, um Wireless-DMX-Signale über WiFi oder andere Funktechnik zu empfangen. Manche Geräte, in der Regel Einsteigermodelle, bieten einen Standalone-Modus, bei dem zum Teil auch andere Geräte derselben Bauart angesteuert werden können (Master/Slave). Neuere Geräte bieten teilweise auch eine Ansteuerung über das neuere RDM-Protokoll (Remote Device Management) an, welches im Wesentlichen eine Verbesserung zu dem DMX-512 Protokoll darstellt. Für den kontrollierten Einsatz, das heißt die Scheinwerfer werden durch einen Bediener gesteuert, müssen die Geräte aber in der Regel über ein Lichtstellpult oder DMX-Software angesteuert werden. Mittels Zusatzprodukten wie Verfolger-Sendern kann auch eine automatische Ausrichtung auf Menschen im Raum realisiert werden.

## Leuchtmittel
Als Leuchtmittel werden zunehmend LED-Lampen eingesetzt, oftmals auch mit der Möglichkeit zur Farbmischung. Dies macht die Farbräder überflüssig. Dafür müssen oftmals Abstriche bei Mischfarben, die meist als Pastellfarben herauskommen, und Weiß gemacht werden. 
Lediglich Systeme mit RGBAW LED lassen sich vernünftig als Weißlichtlampen nutzen. Um diesem Problem entgegenzuwirken und um eine bessere Farbwiedergabe zu erzielen, setzen einige Hersteller auf LEDs mit bis zu 7 Farben pro Chip (Bsp.: K-EYE K20 HCR von Clay Paky). 
Bei älteren Geräten und Neuprodukten, welche vor allem aus hohen Preissegmenten stammen, werden noch Gasentladungslampen wie HMI, MSR, MSD oder Xenon-Lampen eingesetzt, da sie in den meisten Fällen noch eine höhere Lichtausbeute bieten.

## Aufbau

Baugruppen eines Moving Head

Ein Moving Head besteht aus drei Baugruppen:
1. dem Sockel (Base)
2. dem Arm oder Bügel (Yoke)
3. dem Kopf (Head)

Durch diese Konstruktion erhält man eine sehr hohe Bewegungsfreiheit, so dass man das Licht des Projektors im Rahmen seiner mechanischen Bewegungsfreiheit abhängig vom Ort der Aufhängung oder des Aufstellens nahezu überall hin ausrichten kann.

### Sockel
Im Sockel sind in der Regel – je nach Hersteller – die Stromversorgung, DMX-Elektronik und die Antriebsmechanik für den Arm, der die horizontale sogenannte Pan-Bewegung (von Panorama) ausführt untergebracht. Die ersten kopfbewegten Moving Heads des Herstellers Vari-lite hatten noch ein zentrales Steuermodul, an dem mehrere Leuchten angeschlossen waren. Alle Anschlüsse (Betriebsspannung, DMX, Befestigung und Sicherheitsfangseil) sind jedoch bei aktuellen Geräten im Sockel zu finden.

### Arm
Der Arm ist das Verbindungsglied zwischen Sockel und Kopf und führt die horizontale Drehbewegung (Pan) aus. In der Regel ist er relativ zum Sockel um 540° drehbar, es sind derzeit aber mehrere Geräte auf dem Markt, welche eine endlose Drehbewegung ohne Anschlag (Infinite-Pan) ausführen können. Der Arm enthält zudem die Antriebsmechanik für die vertikale Bewegung des Kopfes (Tilt).

### Kopf
Der Kopf enthält die eigentliche Projektionseinheit des Moving Heads und beherbergt die Lampe, die Farb- und Goboräder, die Effektfilter und die Optik. Der Kopf führt die Schwenkbewegung „Tilt“ aus, zumeist in einem Schwenkwinkel von ca. 270°.

## Typen

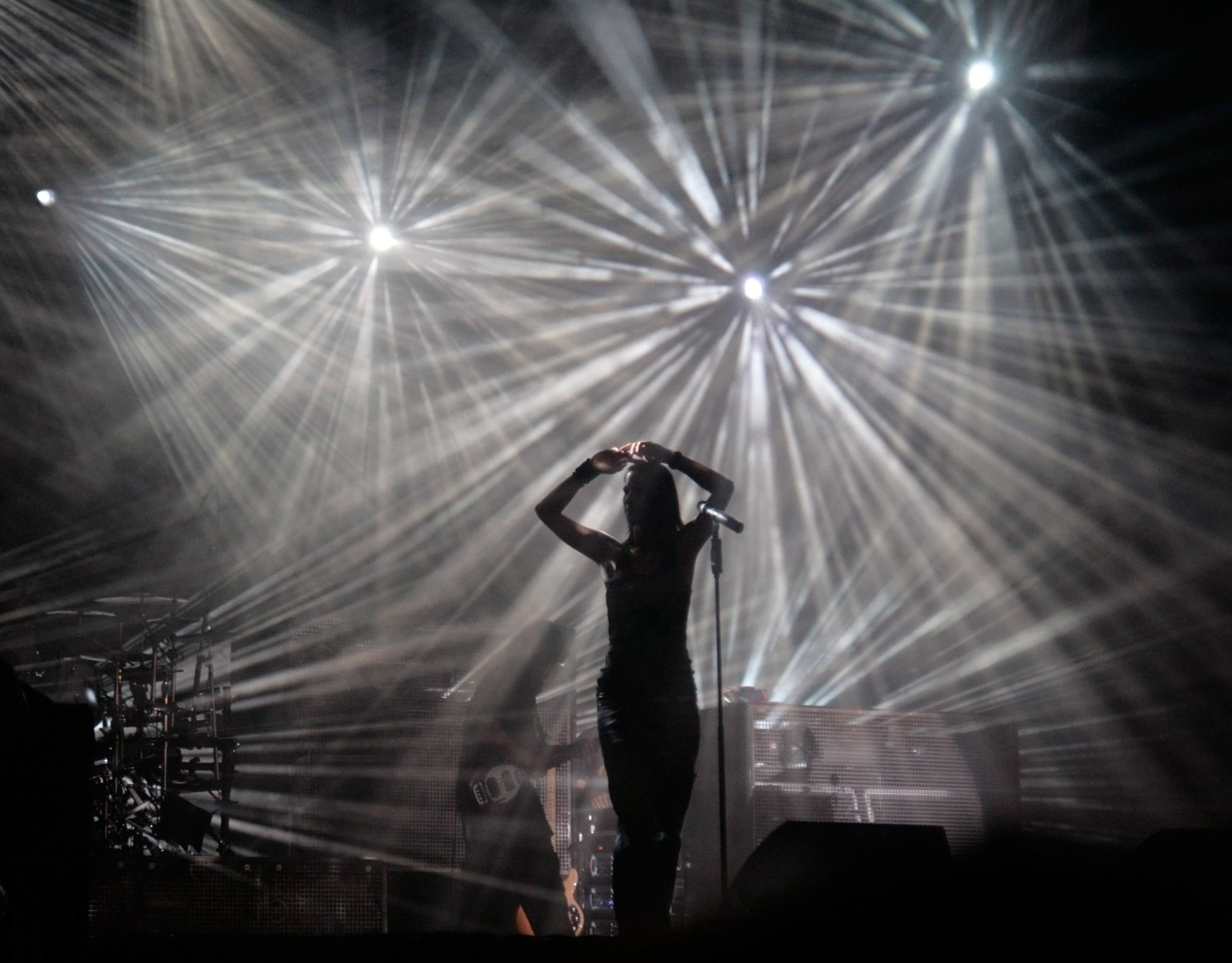
Durch Spot oder Beam unter Einsatz von Gobos erzeugte Effekte

Bei den Geräten wird zwischen folgenden Typen Wash-Light bzw. Washer, Spot bzw. Profiler und Beam unterschieden.
- Wash-Light bzw. Washer
- Spot bzw. Profiler
- Beam bzw. „AirFX“
- Panel

### Spot
Der Spot, auch Profiler ist eine Projektionsleuchte, die dem Profilscheinwerfer entspricht. Sie verfügen über eine Linse, welche das Projizieren von scharfen Bildern ermöglichen. Der Strahl eines Spots hat eine scharfe Kante. Spots verfügen in der Regel über ein oder mehrere Farbräder, ein oder mehrere Goboräder, Effekträder, Zoom und Fokus. Die Farbräder dienen zum Erzeugen verschiedener Farben, dazu werden verschieden gefärbte Glasscheiben in den Strahlengang geschwenkt. Sind mehrere Farbräder vorhanden, können die Farben oft gemischt werden. Bei hochwertigen Geräten kommt außerdem ein Farbmischsystem auf der Basis der subtraktiven Farbmischung (CMY) zum Einsatz. Dazu werden in den Scheinwerfer, die Grundfarben, welche auf drehbare Farbräder gelagert sind, eingebaut. Die Farben werden im Verlauf des Rades immer kräftiger, dies ermöglicht eine stufenlose Farbmischung. Die Goboräder schwenken Gobos in den Strahlengang und können damit verschiedene Formen des Strahls ermöglichen, also auch zweifarbige Bilder (Schwarz/Lichtfarbe). Dies ermöglicht das Darstellen vieler kleiner Strahlen mit nur einer Lampe oder das Projizieren von Symbolen, Logos oder ähnlichem. Effekträder sind meist nur bei Geräten aus dem hochpreisigen Segment vorhanden, sie können zum Beispiel „Wasser-“ oder „Feuereffekte“ darstellen. Der Zoom dient dazu, unterschiedliche Austrittswinkel des Lichtstrahles zu ermöglichen. Der Fokus dient dazu den Lichtstrahl scharf oder unscharf darstellen zu können.
Profiler verfügen üblicherweise über einen sehr schnellen mechanischen Verschluss, der „Shutter“ genannt wird. Dabei werden meistens zwei meist verzahnte Blechflügel in den Strahlengang geschwenkt. Diese Einheit wird auch für Stroboskopeffekte genutzt. Professionelle Geräte verfügen über motorisierte Blendenschieber, mit denen der Strahl beschnitten werden kann. Der Einsatz von LED-Leuchtmitteln mit Option auf Farbmischung ist bisher bei Spot-Lampen nicht sehr verbreitet, da der erzwungene Einsatz von mehreren LED eine Farbverschiebung mit sich bringt, welche bei einer Projektion klar sichtbar ist.

### Washlight

Vergleich zwischen normaler Linse, Fresnellinse und Microfresnellinse

Washlights entsprechen den konventionellen Fresnelscheinwerfern und haben als Austrittslinse eine Fresnellinse. Washlights haben einen unscharfen Strahl mit weich auslaufenden Kanten.
Der Austrittswinkel ist üblicherweise relativ weit, weshalb Washlights selten einen gebündelten Strahl, sondern eine Ausleuchtung einer großen Fläche erzeugen. Beim Einsatz von Hazern ermöglicht das das „Färben der Luft“. Sie sind üblicherweise mit LED-Lampen ausgestattet, welche ihre Farbe flexibel und stufenlos verändern können. Sie können daher meist alle Farben des RGB-Raumes darstellen. Washlights verfügen oft über eine verfahrbare Linse, um verschiedene Austrittswinkel des Lichtstrahles zu ermöglichen. Gobos können bei Washlights nicht eingesetzt werden, da die Linse keinen Strahl erzeugen kann, der scharf genug ist.
Bei Washlights ist es möglich, die mechanische Shutter-Einheit wegzulassen, da die oft verwendeten LED-Leuchtmittel in der Lage sind, ihre Helligkeit schlagartig zu verändern. Durch diese Methode, genannt „elektrischer Shutter“, ist eine kompaktere Bauweise des Kopfes möglich.

### Beam
Beam-Scheinwerfer sind eine Mischung aus Spot und Washlight. Sie haben als Austrittslinse ein Microfresnellinse, also eine sehr fein abgestufte Fresnellinse. Sie ermöglichen die Verwendung von Gobos, wenngleich die Qualität des Strahles zu schlecht ist, um eine Projektion zu ermöglichen. Die Gobos erzeugen dabei ausschließlich einen Effekt in der Luft, weshalb der Hersteller Martin Professional einige seiner Geräte als „AirFX“ vermarktet. Beam-Lampen dienen ausschließlich dazu, beim Einsatz von Hazern einen Lichtstrahl in der Luft zu erzeugen.

### Video Panel
Es gibt mittlerweile wenige Modelle, deren Kopf durch ein LED-Video-Panel ersetzt wurde. Sie dienen nicht der Ausleuchtung einer Fläche, dem Erzeugen eines Lichtstrahls oder dem Erzeugen von „farbiger Luft“, sondern dem Darstellen von Videosignalen oder Grafiken.

### Laser
Laser Moving Heads sind ziemlich neu, deswegen gibt es nur wenige auf dem Markt. Diese funktionieren wie ein normaler Laser, nur das der Laser sich wie ein Moving Head bewegt. Die LED-Einheit wird damit mit dem Laser ersetzt.

### Gemeinsamkeiten
Bis auf wenige Spezialgeräte besitzt jedes Gerät einen Dimmer, der das Variieren der Helligkeit des Lichtstrahles ermöglicht. Die meisten Geräte verwenden dazu den Shutter, da die Lampe nicht gedimmt werden kann (Entladungslampe). Moving Heads mit LED-Lampe als Basis haben meist einen elektronischen Dimmer (Pulsweitenmodulation).
Moving Heads gibt es in unzähligen Ausführungen und in den Leistungsklassen von 150 W bis über 2000 W elektrische Leistung.

## Features
- Gobos (Gobo-Wheel)

Eine Scheibe mit ausgefrästen oder gestanzten Mustern, durch die der Lichtkegel geht und ein Muster in den Kegel projiziert. Diese sind bei teureren Modellen aus Aluminum, bei Günstigeren sind diese meist aus Plastik.
- Farben (Color-Wheel)

Eine Scheibe in der mehrere Farb-Glass Fenster eingebaut sind, durch die das Licht gefärbt wird.
- Schieber

In professionelleren Moving-Heads sind sogenannte „Schieber“ vorhanden. Diese können über DMX rein- und rausgeschoben werden. Dadurch kann man zum Beispiel einen Kreis zu einem Quadrat animieren.
- Prisma

Manche Moving Heads haben in prisma-wheel oder ein einzelnes. Dieses dupliziert den Lichtkegel mal die Sektionen im Prisma. Meistens haben nur Beam Moving Heads. Mittlerweile gibt es auch Spot-Moving heads mit Prisma. Die meisten Moving Heads mit Prisma haben ein 6er, 8er & 16er Prisma. Spezielle Moving-Heads haben auch 32er & 64 Prismen. Diese sind aber eher selbst eingebaut. Viele Prismen können sich auch drehen.
- Animiertes Wheel

Eine Scheibe, die ein sich wiederholendes Muster hat. Wenn diese gedreht werden, sieht es so aus, als ob eine Animation abgespielt wird.
- Animierte Gobos

Wie ein Gobo-Wheel, nur das sich die Gobos wie Prismen drehen.

## Vor- und Nachteile
Vorteil des Moving Heads ist, dass man im Gegensatz zum Scanner keinen Lichtverlust hat, da die Lichtstrahlen nicht umgelenkt werden. Zudem ist bei Moving Heads der Aktionsradius größer.
Nachteil im Vergleich zum Scanner ist, dass ein Scanner viel schnellere Bewegungen machen kann, da der Spiegel im Vergleich zum Kopf eine geringere Masse hat, die bewegt werden muss. Ein weiterer Nachteil ist, dass Moving Heads in der Regel lauter als Scanner sind. 